# Earlmyersia
Earlmyersia es un género de foraminífero bentónico de la subfamilia Discorbinellinae, de la familia Discorbinellidae, de la superfamilia Discorbinelloidea, del suborden Rotaliina y del orden Rotaliida. Su especie tipo es Earlmyersia punctulata form. liliputana. Su rango cronoestratigráfico abarca el Holoceno.

## Clasificación
Earlmyersia incluye a las siguientes especies:
- Earlmyersia liliputana
- Earlmyersia punctulata

Otra especie considerada en Earlmyersia es:
- Earlmyersia ustjurtica †, de posición genérica incierta